# 红旗厂站
红旗厂站位于中华人民共和国陕西省西安市未央区太华北路与红旗路、红旗东路交叉口，是西安地铁10号线的地铁车站。

## 车站结构
本站为地下二层岛式车站。
| 地面     | 出入口             | A-D出入口                             |  |  |
| 地下一层 | 站厅               | 客服中心、自动售票机、长安通自助机    |  |  |
| 地下二层 |                    | █ 10号线往昭慧广场（西安工大·武德路） |  |  |
|          | 岛式站台，左侧开门 |                                       |  |  |
|          |                    | █ 10号线往井上村（团结村）            |  |  |

## 公共艺术
本站是10号线的特色站之一，车站以“科技驱动”为主体，提取发动机的造型和星空元素，打造了兼具科技感、趣味性和浪漫色彩的建筑空间。

## 出入口
本站设有4个出入口。
|            |            |                                                |      |
| 编号       | 设施       | 指示                                           | 图片 |
| A          | 无障碍电梯 | 红旗路（北）、太华北路（西）、汉渠南路、秦川路 |      |
| B          |            | 太华北路（西）、红旗路（南）                   |      |
| C          | 无障碍电梯 | 太华北路（东）、红旗东路（南）、仁谨路         |      |
| D          |            | 红旗东路（北）、太华北路（东）、汉渠南路       |      |
| 无障碍电梯 |            |                                                |      |

## 历史
本站在建设时称作红旗站。
- 2024年9月26日，车站随10号线一期通车启用[3]。